# Deutscher Dom

Deutscher Dom

Deutscher Dom (tyska för Tyska domkyrkan) är belägen i Berlin vid södra änden av torget Gendarmenmarkt.
Den är ritad av Martin Grünberg och byggdes 1708 av Giovanni Simonetti. 1785 modifierades kyrkan av Carl von Gontard och fick då sitt torn. Den var domkyrka 1780–1785, men trots att den inte längre är det, benämns den fortfarande som domkyrka. Arkitekturen är Barock. Kupolen är i samma stil som Sainte-Genevièvekyrkan i Paris. Tyska Kyrkan förstördes helt och hållet under andra världskriget av en eldsvåda 1945. Efter tyska återföreningen byggdes kyrkan upp igen åren 1993 till 1996 och återöppnades samma år som ett museum över Tysklands politiska historia.